# Alan Huckle

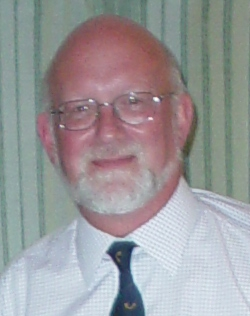
Alan Huckle

Alan Huckle (ur. 15 czerwca 1948) – brytyjski administrator kolonialny. 
W latach 2001–2004 Huckle był komisarzem Brytyjskiego Terytorium Oceanu Indyjskiego i Brytyjskiego Terytorium Antarktycznego.
Następnie od 28 maja 2004 do 10 lipca 2006 był gubernatorem Anguilli. Na stanowisku zastąpił go Andrew George. W lipcu 2006 został gubernatorem Falklandów i komisarzem Georgii Południowej i Sandwichu Południowego. W październiku 2010 roku jego następcą na obu stanowiskach został Nigel Haywood.